# Sergio Giral
Sergio Giral (l'Havana, 2 de gener de 1937) és un director de cinema cubà. Va cursar els seus estudis primaris i secundaris als Estats Units tornant posteriorment a Cuba. A Cuba, comença a estudiar agronomia però abandona la carrera per a dedicar-se per complet al cinema. Comença a treballar a l'ICAIC el 1961 com a assistent de direcció i director de muntatge a proposta de Néstor Almendros. Ha estat membre del jurat en diversos festivals de cinema, com el Festival Internacional del Nou Cinema Llatinoamericà de l'Havana, el Festival de Cinema de Damasc a Síria i el Festival d'Amiens en França. Els seus films han rebut diversos premis en diferents festivals de cinema, tant a Cuba com en l'exterior. El 1975 va participar al 9è Festival Internacional de Cinema de Moscou, on va obtenir un diploma per El otro Francisco. el 1990 fou nominat al Goya a la millor pel·lícula estrangera de parla hispana per María Antonia. A principis de la dècada de 1990 es trasllada als Estats Units.

## Filmografia
- Heno y ensilaje (1962) – Documental, 19 minuts
- La jaula (1964) – Documental, 18 minuts
- Nuevo canto (1965) – Documental, 13 minuts
- Cimarrón (1967) – Documental, 16 minuts
- La muerte de Joe J. Jones (1967) – Documental, 12 minuts
- Anatomía de un accidente (1970) – Documental, 23 minuts
- Por accidente (1971) – Documental, 23 minuts
- Querer y poder (1973) – Documental, 16 minuts
- Qué bueno canta usted (1973) – Documental, 30 minuts
- El otro Francisco (1974) – Ficció, 100 minuto
- Rancheador (1976) – Ficció, 95 minuts
- Maluala (1977) – Ficció, 75 minutos
- Techo de vidrio (1982) – Ficción, 91 minuts
- Plácido (1986) – Ficció
- María Antonia (1990) – Ficció, 111 minuts
- Dos Veces Ana (2010) - Ficció, 100 minuts